# Bajan-Ovó járás (Bajanhongor)
Bajan-Ovó járás (mongol nyelven: Баян-Овоо сум) Mongólia Bajanhongor tartományának egyik járása. Területe 3240 km². Népessége kb. 2400 fő.
Székhelye Höhbürd (Хөхбүрд), mely 26 km-re fekszik Bajanhongor tartományi székhelytől.